# تپه قرمزی طویلان علیا ۱
تپه قرمزی طویلان علیا ۱ مربوط به دوره اشکانیان است و در شهرستان اسدآباد، بخش مرکزی، روستای طویلان علیا واقع شده و این اثر در تاریخ ۲۲ مرداد ۱۳۸۴ با شمارهٔ ثبت ۱۳۰۴۷ به‌عنوان یکی از آثار ملی ایران به ثبت رسیده است.